# Jules David
Pour les articles homonymes, voir David.
Jules David né le 16 avril 1848 à Pinsot (Isère) et mort le 8 octobre 1923 à Levallois-Perret est un photographe français.
Il est spécialisé dans la photographie de groupe et était connu dans presque toute l'Europe.

## Biographie
Né à Pinsot (Isère) dans une famille d'agriculteurs, Jules David est inscrit à l'état civil sous le nom de Jules David-Cavaz ; il n'utilisera pas la deuxième partie de son nom. Il est soldat en 1871, avant de gagner la région parisienne. Associé avec Claude Bretagne, il ouvre un atelier de photographie au 54, rue Gravel à Levallois-Perret (actuelle rue Aristide-Briand) en 1873 à l'enseigne Photographie des Écoles et se spécialise dans les photographies de groupes scolaires ou militaires. Seul, il s'installe ensuite rue Trézel puis rue de Courcelles en 1879. En 1902, il est installé rue Rivay avant de s'associer vers 1910 au portraitiste Edmond Vallois et de s'installer 99, rue de Rennes.

## La photographie scolaire
Jules David est particulièrement connu pour les nombreuses photographies de groupes scolaires qu'il réalisa dès les années 1875. Il devient le photographe attitré de plusieurs grands lycées parisiens (lycée Condorcet, lycée Janson-de-Sailly, lycée Henri-IV, lycée Molière, etc.) ainsi que de nombreux lycées de province. Jusqu'à la fin du XIXe siècle, en France, il n'a comme concurrents notoires sur ce créneau spécialisé que Pierre Petit ou les frères De Jongh. En plus, les nombreuses photographies d'architecture dans les albums luxueux qu'il produit pour ses clients, montrent qu'il n'était pas qu'un photographe scolaire.

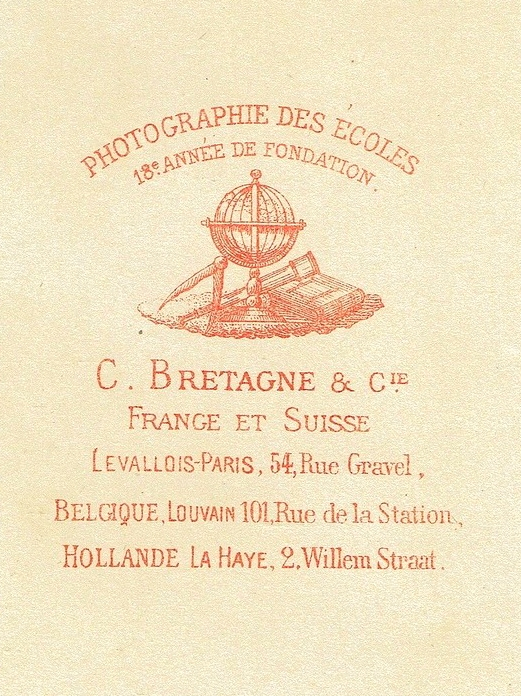
Dos de carton de Claude Bretagne durant son association avec Jules David à Levallois vers 1875.
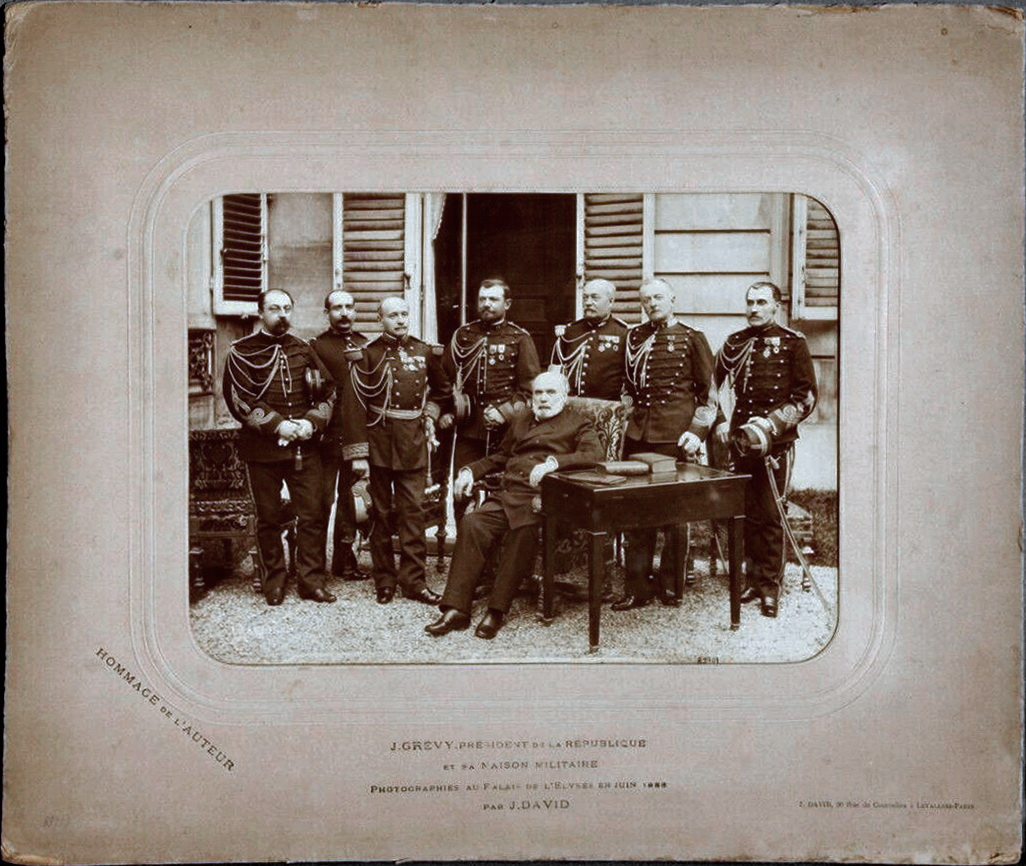
Jules Grévy, président de la République, au palais de l'Élysée (1886).
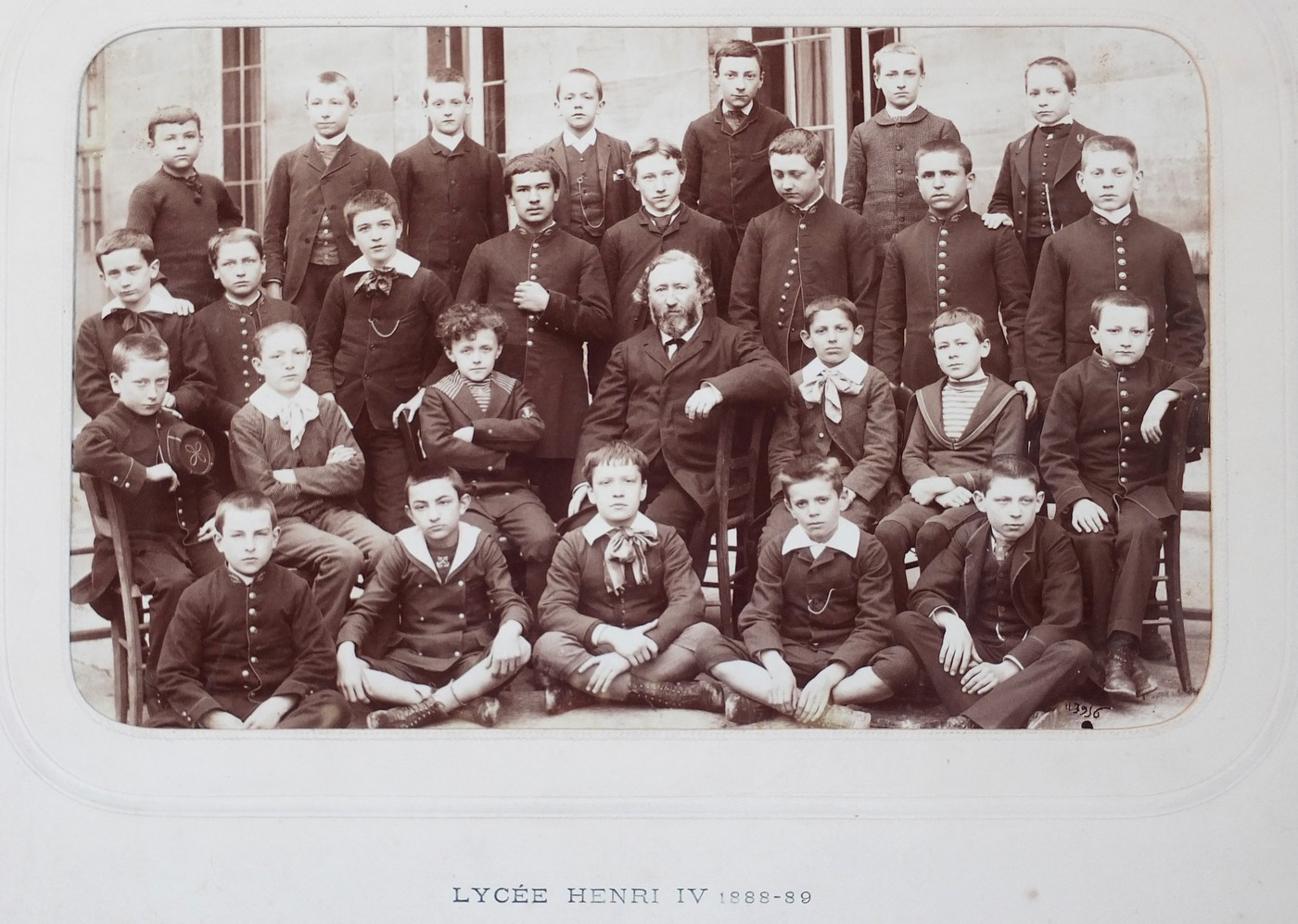
Une classe du lycée Henri-IV (1889).
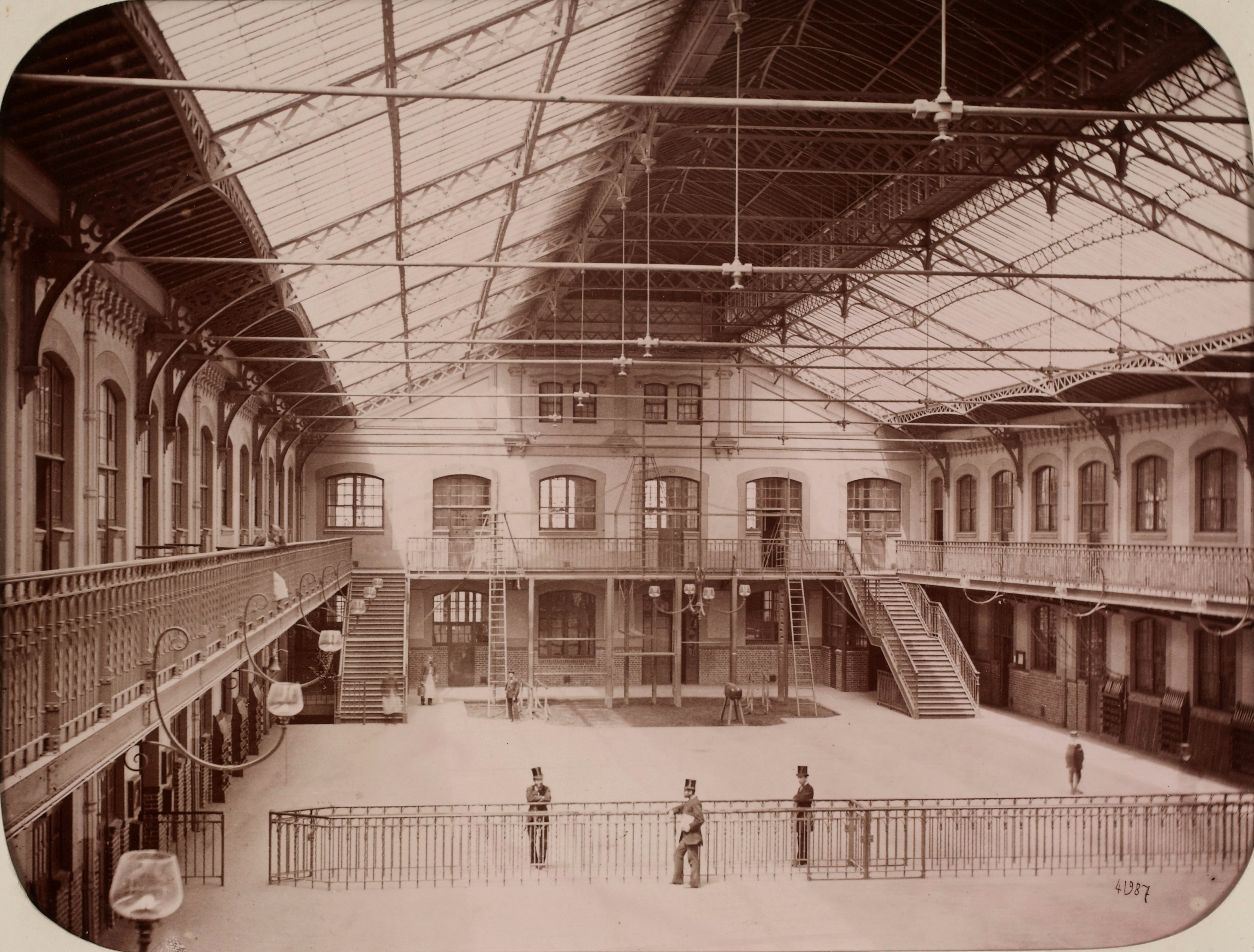
Photographie d'architecture de l'École Monge (1890).

À partir de 1874, son territoire de travail s'étend de plus en plus à l'étranger. Il œuvre en Belgique, Angleterre, Irlande, Scandinavie, Pologne, Russie, Moravie, Grèce, Espagne et Portugal, aux Pays-Bas, dans les Balkans et au Vatican. En Belgique, il travaille entre 1874 et 1911 pour des établissements catholiques (surtout des jésuites et des ursulines), mais il reçoit aussi des ordres des entreprises de textile de Verviers (Simonis & Peltzer et Peltzer & fils). Aux Pays-Bas ce sont également surtout les instituts catholiques qui l'emploient entre 1879 et 1908, mais c'est l'Institut de la Marine royale néerlandaise qui le fait y retourner huit fois entre 1883 et 1905. En Espagne, il travaille entre 1878 et 1908 pour de nombreux instituts catholiques et séculiers à travers presque tout le pays (entre autres : Madrid, Tolède, Santander, Burgos, Barcelone, Valence, Séville, Grenade, Cordoue, Malaga, Cadix et Las Palmas de Grande Canarie). En 1906, il voyage au Brésil où il travaille pour le collège Notre-Dame-de-Sion à Petrópolis, le Colégio Militar de Rio de Janeiro et la société de chemin de fer de São Paulo.

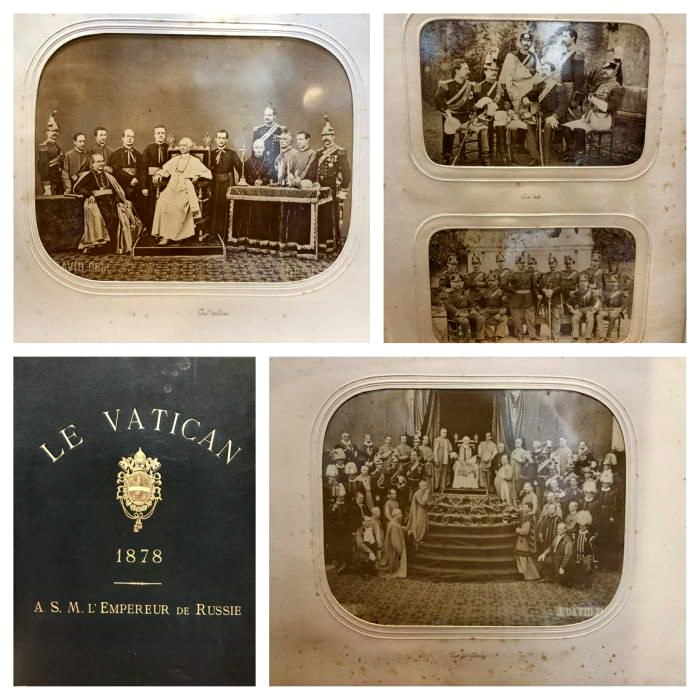
Couverture et photographies de l'album Le Vatican, copie du tsar Alexandre II (1878).
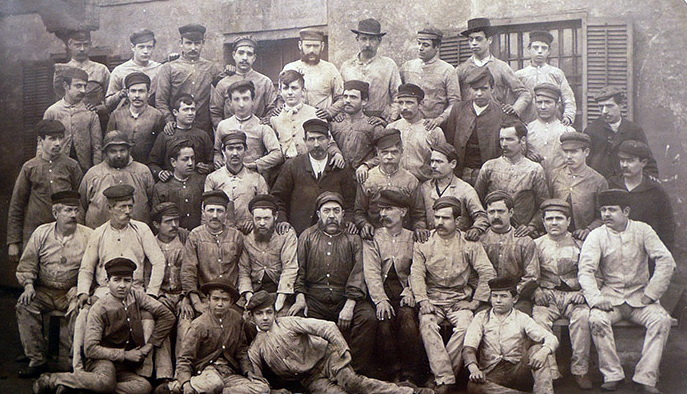
Ouvriers de la Ferrería de Heredia à Malaga, Espagne (1887).
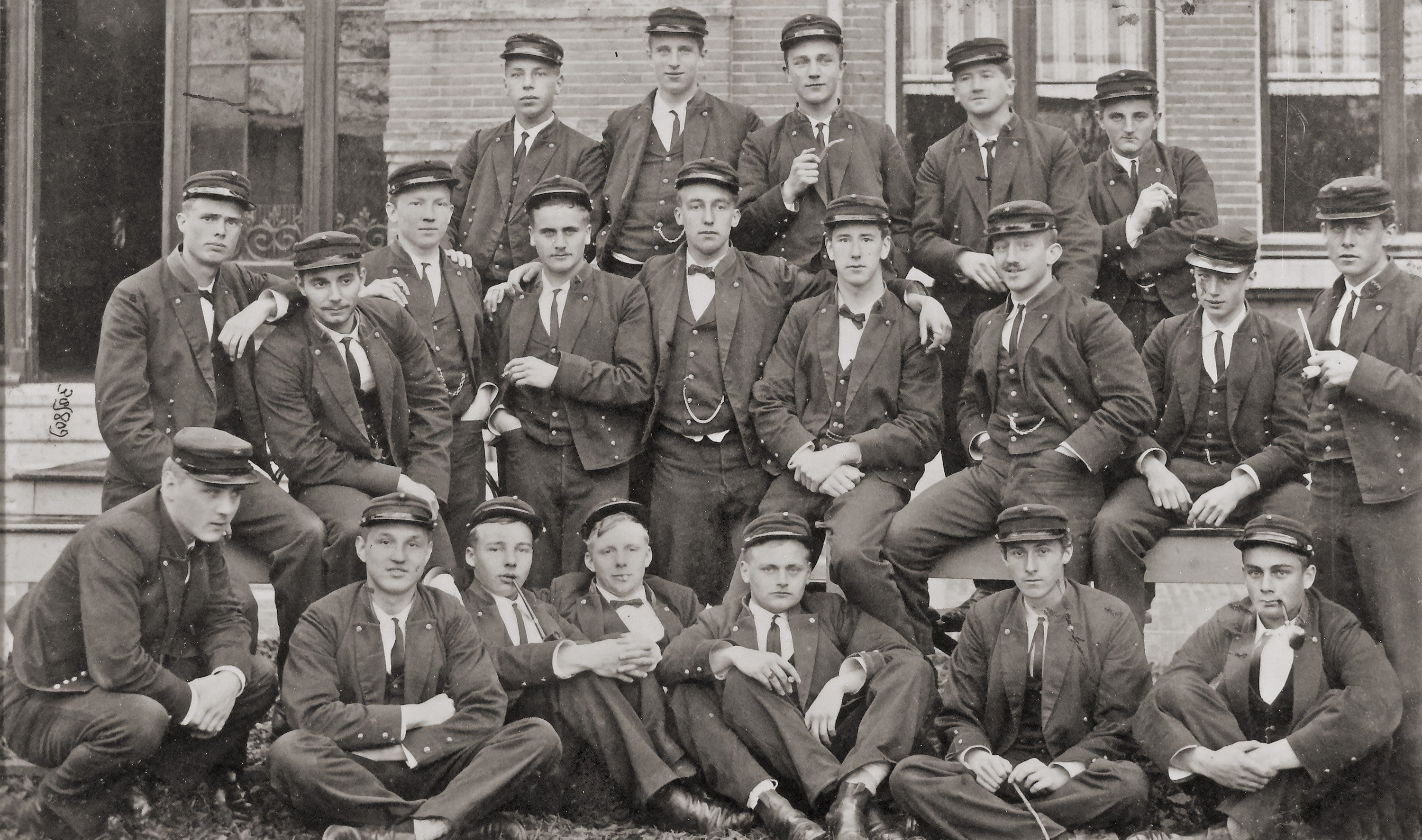
Cadets de l'Institut de la Marine royale néerlandaise à Den Helder (1901-1902).
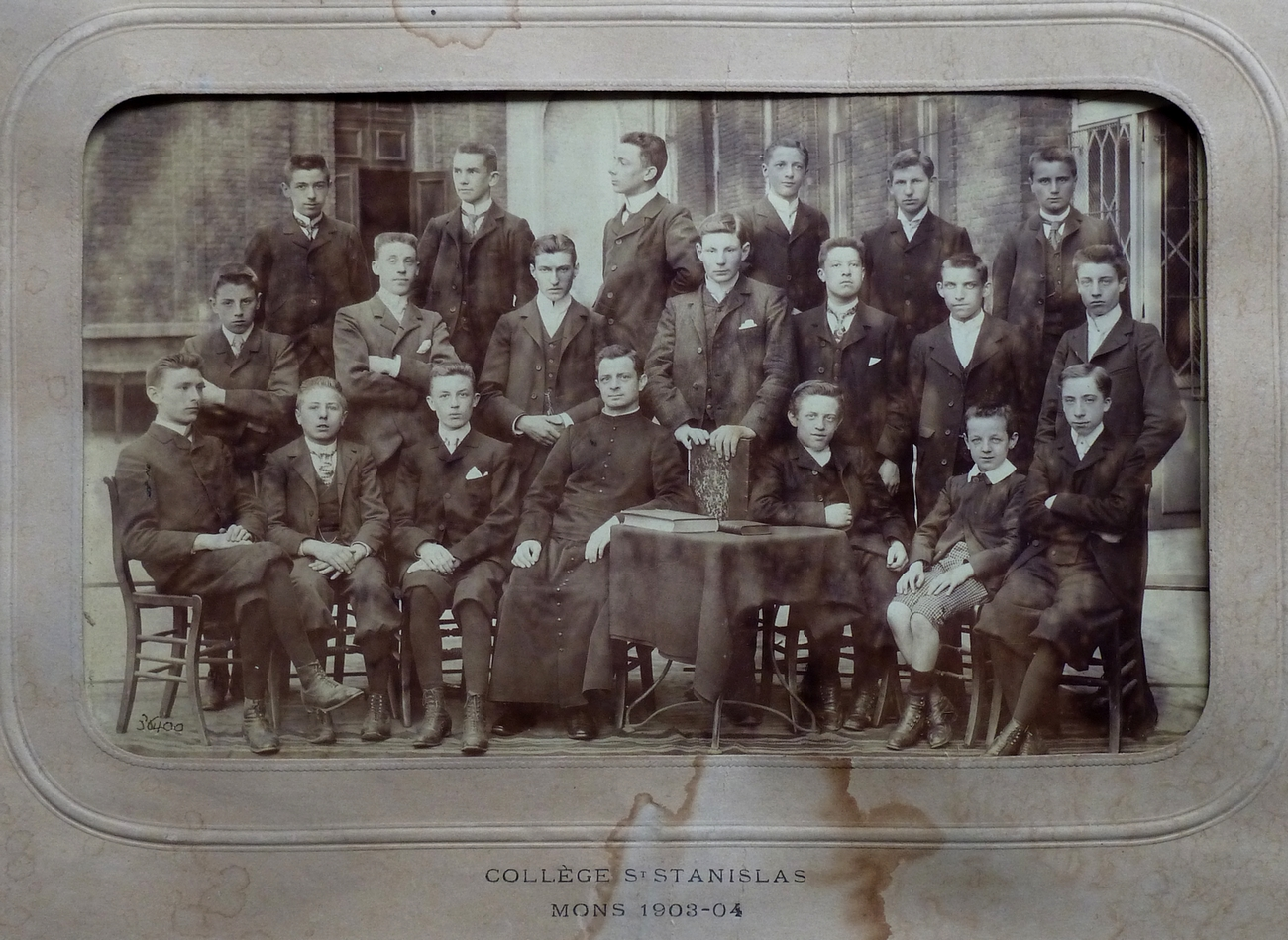
Collège Saint-Stanislas à Mons, Belgique (1903).
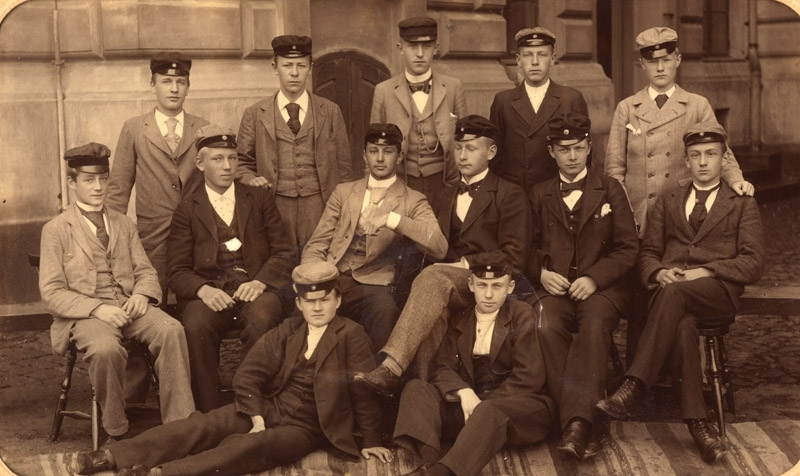
Étudiants à Trelleborg, Suède (vers 1900-1910).
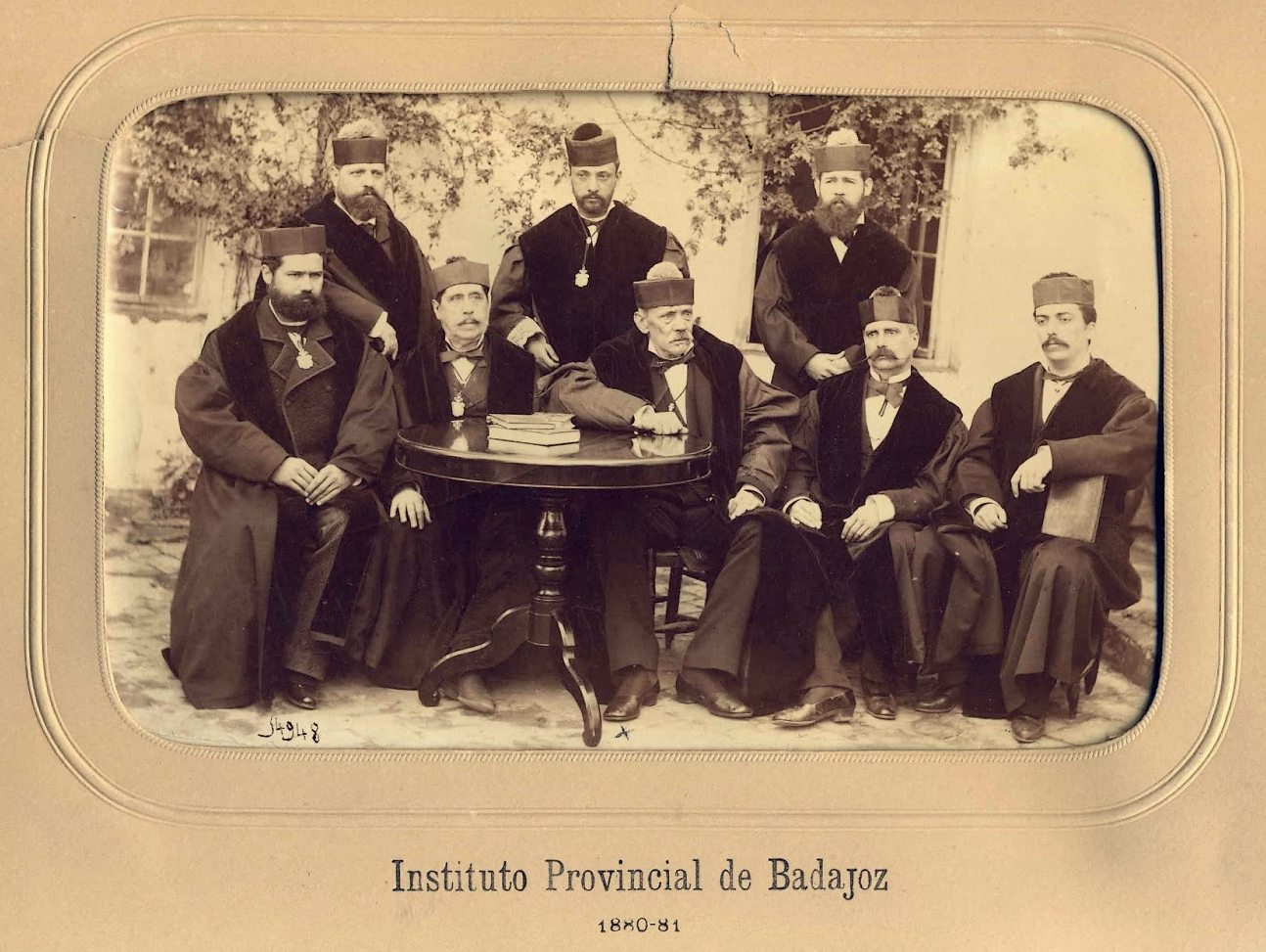
Enseignants à l'Institut provincial de Badajoz Espagne (1880).
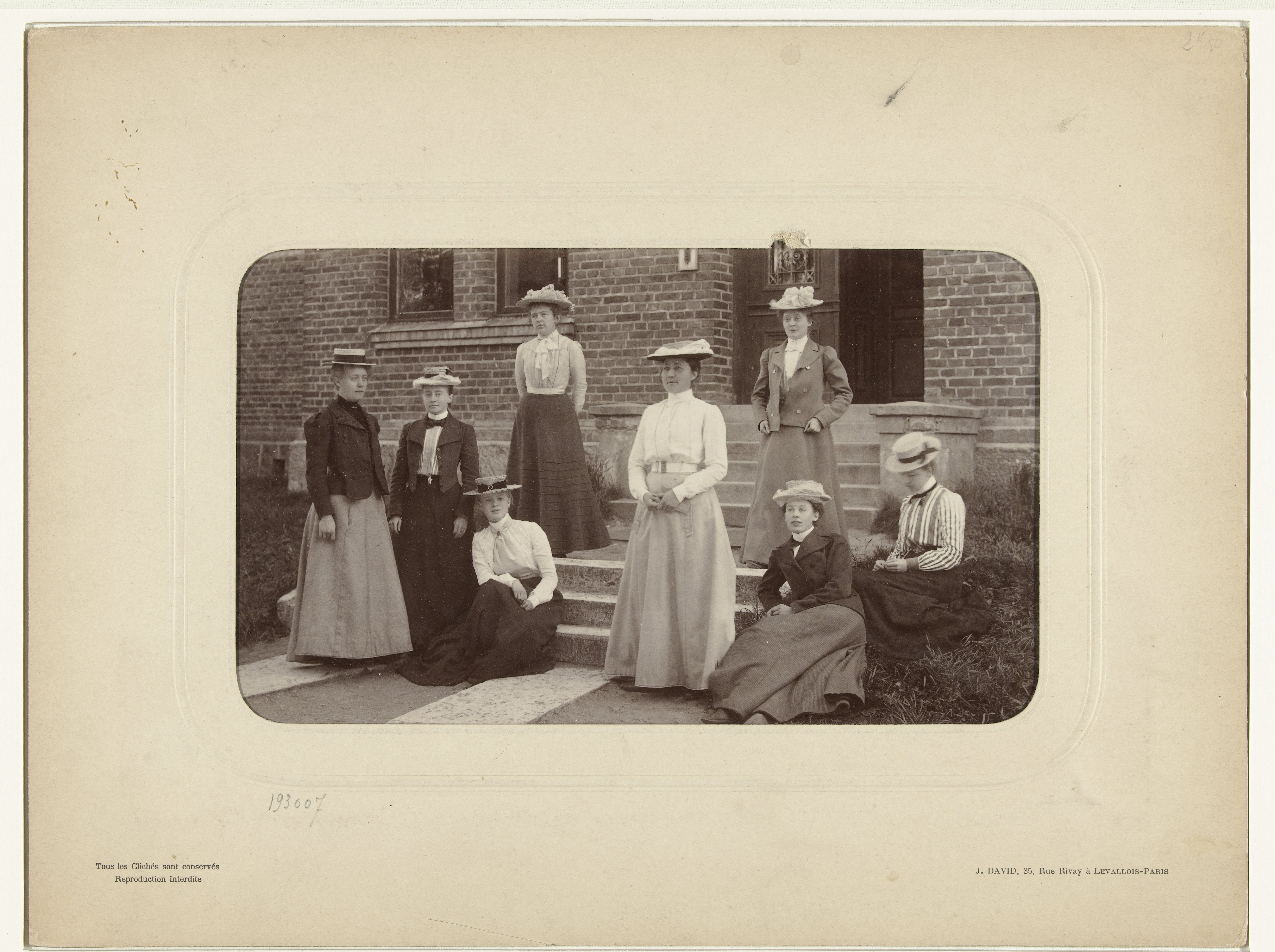
Portrait de groupe féminin (vers 1910).

Grâce à son association avec Edmond Vallois, l'activité de son atelier ne s'arrête pas à son décès et continue sous la signature David et Vallois, entreprise qui a continué à opérer dans la photographie scolaire jusqu'en 2017.